# Lezmajestate

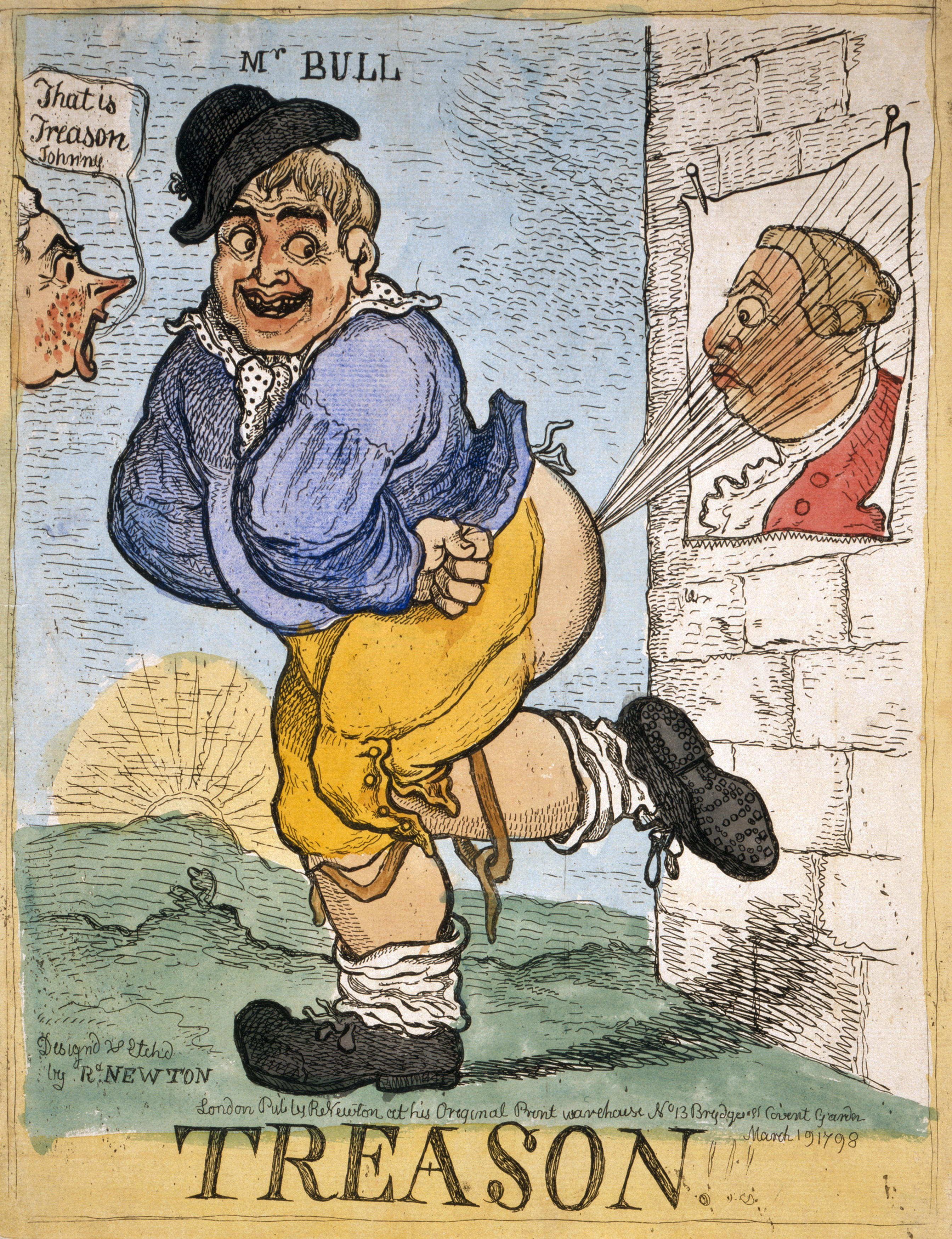
Caricatură ilustrând un portret al lui George al III-lea al Angliei profanat, 1798

(În sintagmă) Crima de lezmajestate (după franceză lèse-majesté, latină crimen laesae maiestatis) este o noțiune de drept roman constând într-o ofensă adusă suveranului — fie un monarh, fie o națiune, ș.c.l. Prin extensie, este vorba de infracțiuni prevăzute în prezent în legi speciale care îi protejează pe cei mai înalți reprezentanți ai statului.

## Istoria
Crima a apărut în timpul Republicii Romane sub numele crimen maiestatis: tribunul plebei Lucius Appuleius Saturninus a instituit în anul 103 î.Hr. un tribunal permanent (în latină quaestio de maiestate), pentru a judeca pe magistrații suspectați de a aduce atingere drepturilor poporului roman. Sfera de aplicare a legii s-a extins în timp pentru a cuprinde cea mai veche crimă de perduellio (înaltă trădare), apoi orice infracțiune de nerespectare sau orice abuz de putere comis de un magistrat și în cele din urmă orice ofensă adusă persoanei împăratului, considerat personificarea maiestății poporului roman.
După căderea Imperiului Roman, noțiunea a fost reluată în Evul Mediu pentru împăratul Sfântului Imperiu Roman. Lezmajestatea s-a aplicat și altor oameni sau lucrări considerați ca reprezentând pe maiestatea imperială. Astfel, în anul 1356, prinții electori au primit privilegiul de a fi și ei victimele acestei crime. Ea a devenit o categorie lărgită, incluzând falsificarea de bani, mișcările de revoltă populară ș.a.m.d. În paralel, prin decretala Vergentis in senium (1199), papa Inocențiu al III-lea a asimilat erezia sau rătăcirea credinței (aberratio in fide) cu crima seculară de lezmajestate. Aceasta a condus la dezvoltarea unei proceduri extraordinare, adică Inchiziția.
În cursul secolului al XVI-lea, aspirația către independență a statelor europene față de papă și de împărat, precum și influența dreptului roman, au condus la dezvoltarea noțiunii de suveranitate și la apariția monarhiei absolute. De pildă, regii Franței s-au intitulat și ei „Majestatea Sa” începând din anul 1550 și au inclus crima de lezmajestate în dreptul francez. Și în acest caz, sfera de aplicare a fost extinsă foarte mult. În anul 1629, Codul Michau a inclus printre ofensele aduse regelui „redactarea, publicarea și difuzarea de pamflete defăimătoare privind chestiuni politice”. Lezmajestatea fost și adăugată în dreptul Republicii celor două națiuni, fiind asimilată cu trăderea. Nici Regatul Angliei, nici Principatul Moscovei nu au preluat noțiunea romană de lezmajestate, dar au stabilit sancțiuni severe pentru utilizarea unui limbaj nerespectuos sau critic la adresă monarhului.

## În prezent
Monarhul și familia sa sunt protejați special de lege în mai multe state monarhice. De asemenea, aducerea de insulte unui șef de stat străin este ilegală în multe țări. 